# Panamerikanische Spiele 2007/Boxen
Die 15. Boxwettkämpfe der Herren bei den Panamerikanischen Spielen wurden vom 20. Juli bis zum 28. Juli 2007 in der brasilianischen Stadt Rio de Janeiro ausgetragen. Sie dienten zur Qualifikation für die Olympischen Sommerspiele 2008 in Peking. Insgesamt wurden 44 Medaillen in 11 Gewichtsklassen vergeben.

## Medaillengewinner
| Klasse                          | Gold                          | Silber                                     | Bronze                                                          |
| ------------------------------- | ----------------------------- | ------------------------------------------ | --------------------------------------------------------------- |
| Halbfliegengewicht (bis 48 kg)  | Luis Yáñez USA                | Kevin Betancourt Venezuela                 | Winston Méndez Dominikanische Republic Carlos Ortíz Puerto Rico |
| Fliegengewicht (bis 51 kg)      | McWilliams Arroyo Puerto Rico | Juan Carlos Payano Dominikanische Republic | Yoandri Salinas Kuba Braulio Ávila Mexiko                       |
| Bantamgewicht (bis 54 kg)       | Carlos Cuadras Mexiko         | Claudio Marrero Dominikanische Republic    | James Pereira Brasilien Clive Atwell Guyana                     |
| Federgewicht (bis 57 kg)        | Idel Torriente Kuba           | Abner Cotto Puerto Rico                    | Davi Souza Brasilien Orlando Rizo Nicaragua                     |
| Leichtgewicht (bis 60 kg)       | Yordenis Ugás Kuba            | Éverton Lopes Brasilien                    | Luis Rueda Argentinien José Pedraza Puerto Rico                 |
| Halbweltergewicht (bis 64 kg)   | Karl Dargan USA               | Jonathan González Puerto Rico              | Myke Carvalho Brasilien Inocente Fiss Kuba                      |
| Weltergewicht (bis 69 kg)       | Pedro Lima Brasilien          | Demetrius Andrade USA                      | Diego Cháves Argentinien Ricardo Smith Jamaika                  |
| Mittelgewicht (bis 75 kg)       | Emilio Correa Kuba            | Argenis Núñez Dominikanische Republic      | Glaucélio Abreu Brasilien Carlos Góngora Ecuador                |
| Halbschwergewicht (bis 81 kg)   | Eleider Álvarez Kolumbien     | Yusiel Nápoles Kuba                        | Julio Castillo Ecuador Christopher Downs USA                    |
| Schwergewicht (bis 91 kg)       | Osmay Acosta Kuba             | José Payares Venezuela                     | Rafael Lima Brasilien Jorge Quiñónes Ecuador                    |
| Superschwergewicht (über 91 kg) | Robert Alfonso Kuba           | Óscar Rivas Kolumbien                      | Didier Bence Kanada Antônio Nogueira Brasilien                  |

## Medaillenspiegel
| Rang | Land                    | Gold | Silber | Bronze | Gesamt |
| ---- | ----------------------- | ---- | ------ | ------ | ------ |
| 1    | Kuba                    | 5    | 1      | 2      | 8      |
| 2    | Vereinigte Staaten      | 2    | 1      | 1      | 4      |
| 3    | Puerto Rico             | 1    | 2      | 2      | 5      |
| 4    | Brasilien               | 1    | 1      | 6      | 8      |
| 5    | Kolumbien               | 1    | 1      | 0      | 2      |
| 6    | Mexiko                  | 1    | 0      | 1      | 2      |
| 7    | Dominikanische Republik | 0    | 3      | 1      | 4      |
| 8    | Venezuela               | 0    | 2      | 0      | 2      |
| 9    | Ecuador                 | 0    | 0      | 3      | 3      |
| 10   | Argentinien             | 0    | 0      | 2      | 2      |
| 11   | Kanada                  | 0    | 0      | 1      | 1      |
| 11   | Guyana                  | 0    | 0      | 1      | 1      |
| 11   | Jamaika                 | 0    | 0      | 1      | 1      |
| 11   | Nicaragua               | 0    | 0      | 1      | 1      |
|      | Total                   | 11   | 11     | 22     | 44     |